# 奇諾運動園區
奇諾運動園區（英語：Kino Sports Complex），是位於美國亞利桑那州土桑的多功能運動園區。亞利桑那響尾蛇和芝加哥白襪以前每年三月都會使用運動園區的主球場奇諾退伍軍人紀念體育場舉行仙人掌聯盟比賽，並在現場設立他們的小聯盟綜合球場。

## 外部連結
维基共享资源上的相關多媒體資源：奇諾運動園區
- Kino Sports Complex, operators of Kino Veterans Memorial Stadium （页面存档备份，存于）
- FC Tucson – Stadium[]
- Kino Veterans Memorial Stadium – Ball Parks of the Minor Leagues （页面存档备份，存于）
- Ballpark page on dbacks.com